# 小林诚 (物理学家)

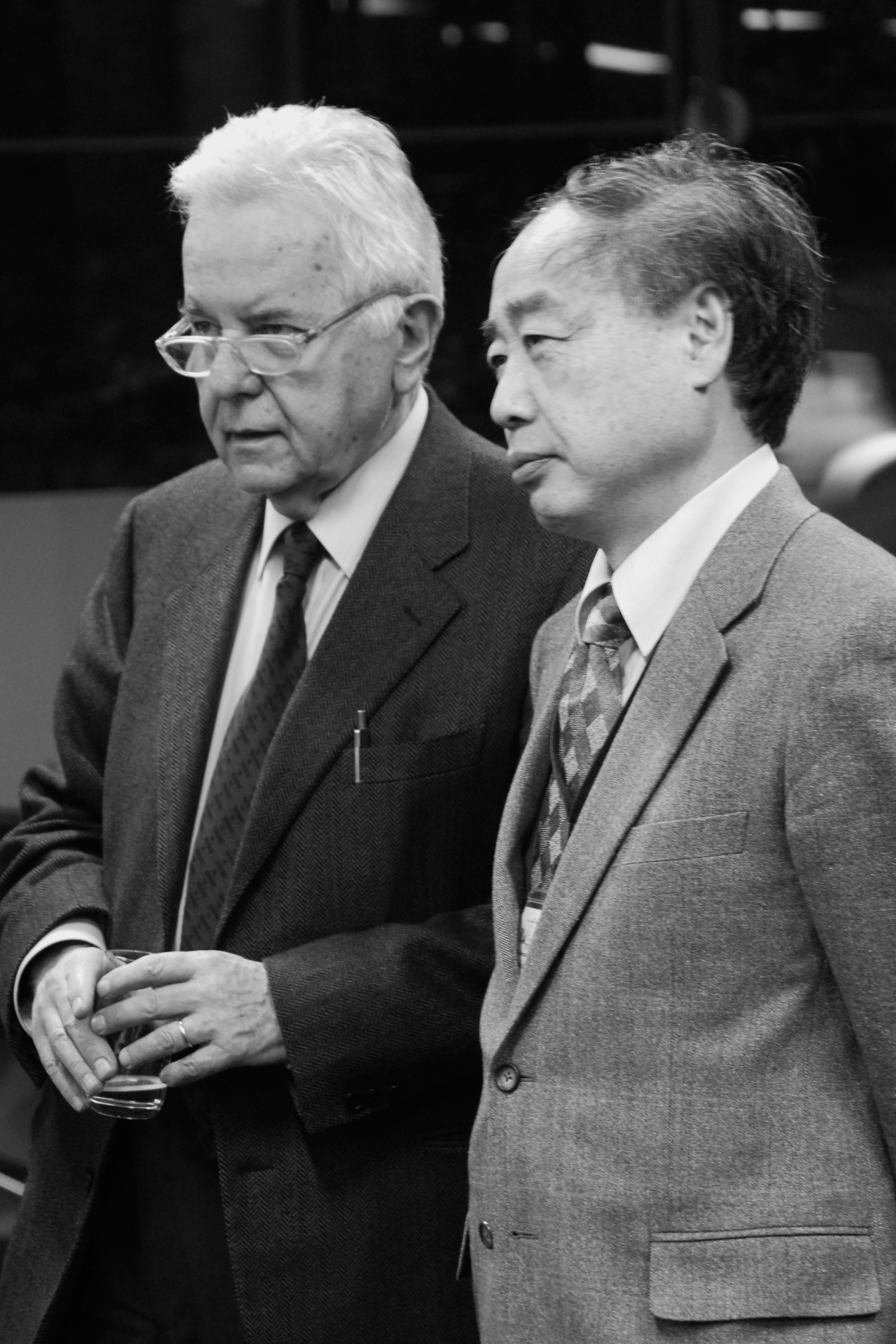
尼古拉·卡比博與小林誠

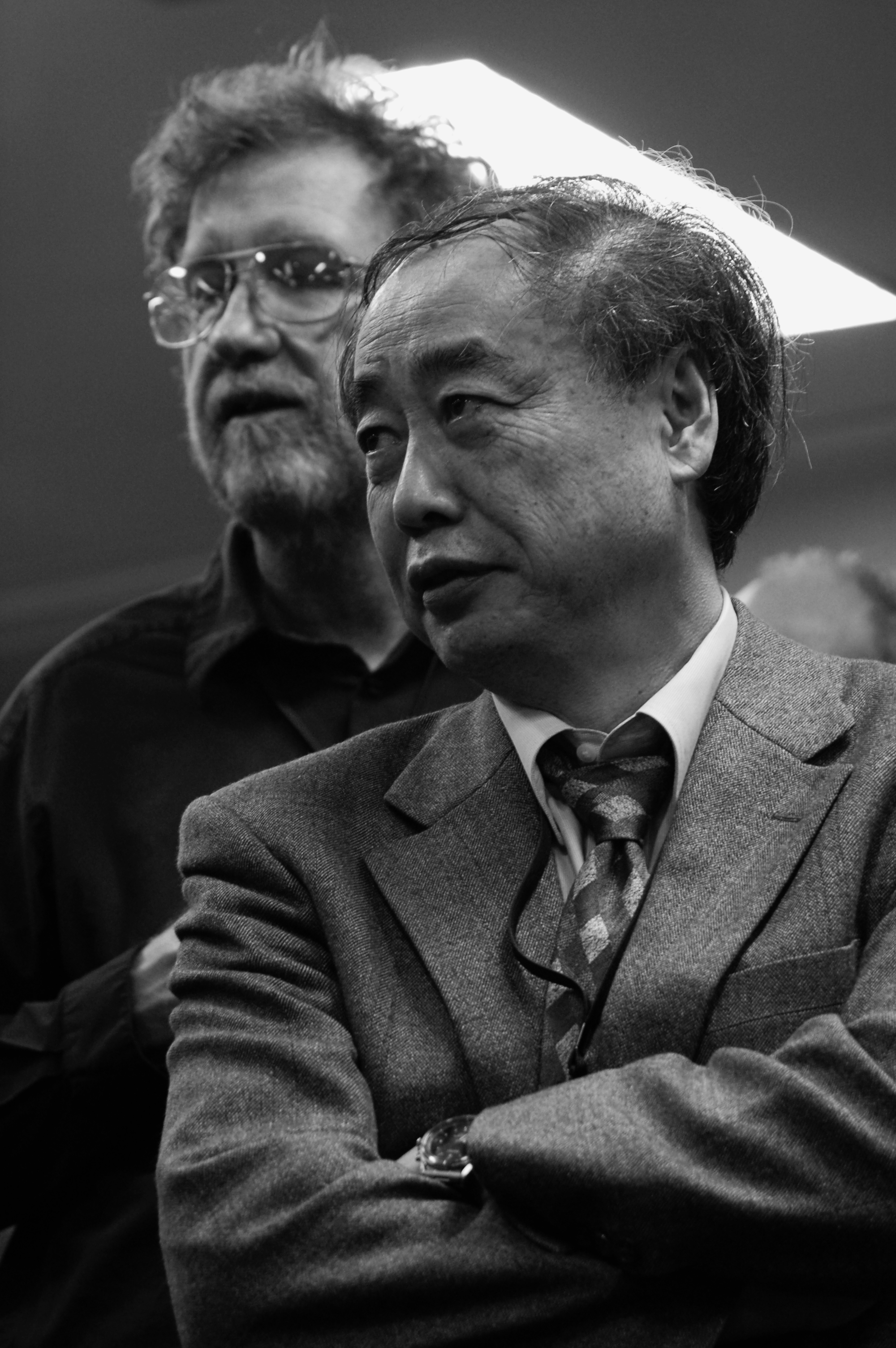
小林誠在國際會議

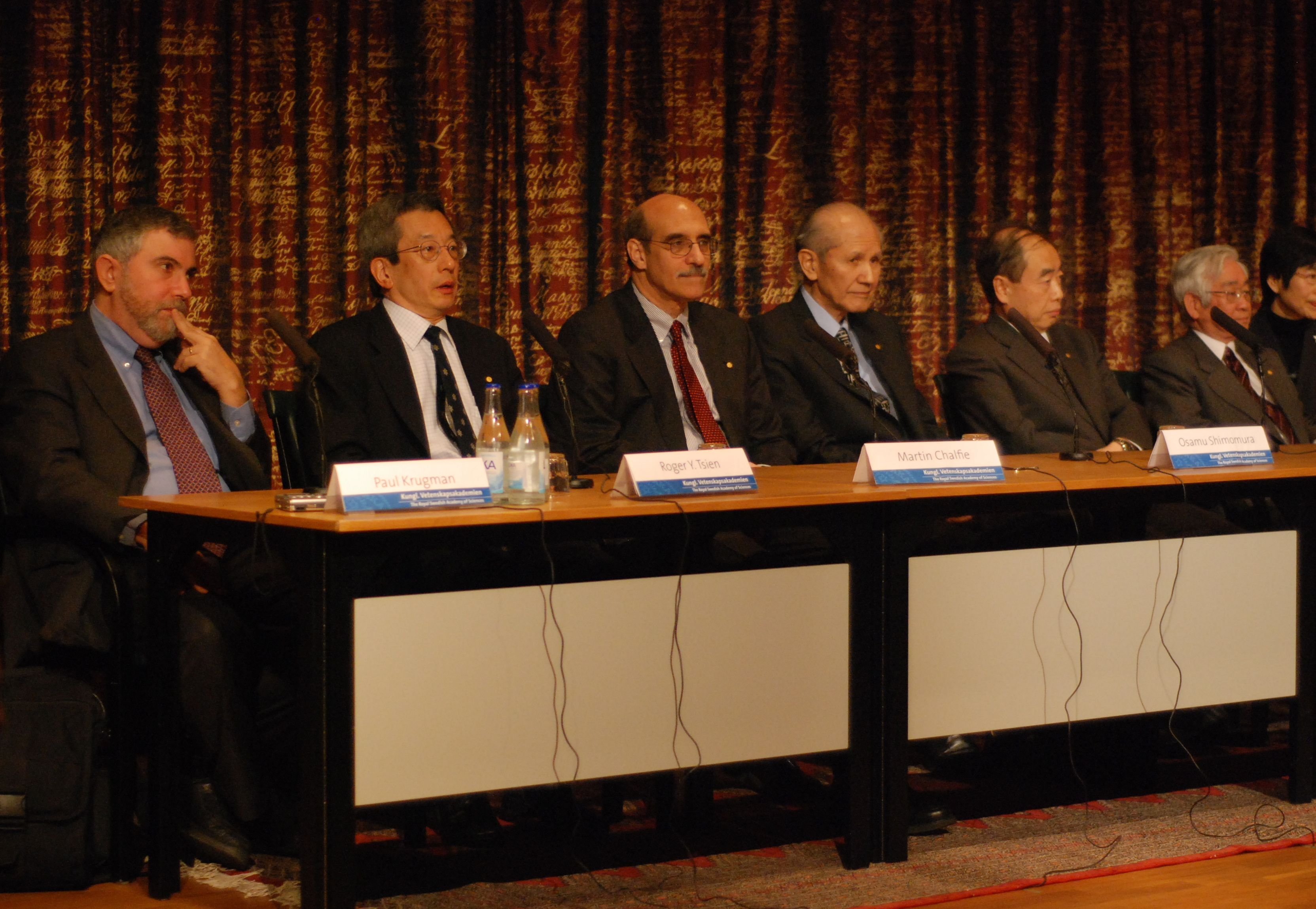
保羅·克魯格曼、錢永健、马丁·查尔菲、下村脩、小林誠、益川敏英，2008年諾貝爾獎得主在瑞典皇家科學院召開記者會

小林诚（日语：／ Kobayashi Makoto ?，1944年4月7日—），以CP破壞研究著名的日本物理学家，名古屋大學理學博士。现任名古屋大學特別教授、高能加速器研究机构名誉教授、獨立行政法人日本學術振興會理事及財團法人國際高等研究所研究員（fellow）。文化勳章表彰。文化功勞者。
小林与益川敏英因共同提出小林-益川矩阵，可以解釋電荷宇稱不守恆的現象，並預測當時尚未發現的至少三族以上的夸克，而获得2008年诺贝尔物理学奖。

## 早年生活與教育
1944年4月7日，小林誠诞生於日本名古屋。小林的父親在戰後去世，且住宅毀於名古屋大空襲，時年2歲的他與母親返回娘家（海部家）居住。當年同住的表哥海部俊樹後來成為日本首相。海部首相後來回憶，當年的小林：「是一個老實可愛的男孩子，總是在房間裡讀很難的書。回想起來，那就是天才『突變』的萌芽吧。」
小林在名古屋大學完成學士、碩士、博士教育，在知名物理學家坂田昌一門下學習。

## 研究
小林誠專長基本粒子理論，並以卡比博-小林-益川矩陣為高能物理學界所熟知。他與名古屋大學的學長益川敏英於1973年提出小林-益川矩阵，用來解釋弱相互作用中的電荷宇稱對稱性破缺。當時他與益川敏英在日本科學雜誌《理論物理學進展》共同發表的一篇討論對稱性破缺文章－《弱相互作用可重整化理論中的CP破壞》（CP Violation in the Renormalizable Theory of Weak Interaction）。直到2006年為止，這篇文章是歷史上被引用次數第3多的高能物理相關文章。
2005年，獲日本天皇頒授文化功勞者。2008年，因前述貢獻與益川敏英及南部陽一郎共同獲得諾貝爾物理學獎。在諾貝爾獎頒獎典禮中，授獎人首次以全程日語朗讀頌詞，以表達對小林誠的敬意。
2015年3月，日本茨城吾妻2丁目的中央公園，設置了江崎玲于奈、小林誠、朝永振一郎的銅像，以彰顯3位諾貝爾物理學獎得主的功績。

## 學術系譜
在日本人的諾貝爾物理學獎系譜中，小林誠的位置在：
湯川秀樹（1949年獲獎）＝＞指導坂田昌一（未獲獎）＝＞指導小林誠、益川敏英（2008年獲獎）
朝永振一郎（1965年獲獎）＝＞指導南部陽一郎（2008年獲獎）＝＞影響小林誠、益川敏英（2008年獲獎）
南部陽一郎亦受到坂田昌一的影響，益川敏英是小林誠的學長。

## 簡歷
- 1944年4月7日 出生於愛知縣名古屋市
- 1957年 名古屋市立山吹小學畢業
- 1960年 名古屋市立冨士中學畢業
- 1963年 愛知縣立明和高等学校（日语：愛知県立明和高等学校）畢業
- 1967年 名古屋大学理學部物理學科畢業
- 1972年3月 名古屋大學理學院研究所理學博士
- 1972年4月 京都大學理學院助理教授
- 1973年 與同事益川敏英一起提出了關於弱玻色子與夸克弱交互作用之・小林・益川矩陣（CKM matrix）。
- 1979年 高能物理學研究所（現稱高能加速器研究機構）副教授
- 1985年 高能物理學研究所教授
- 2003年 高能加速器研究機構基本粒子原子核研究所長
- 2004年 大學共同利用機關法人高能加速器研究機構理事
- 2006年 高能加速器研究機構名譽教授
- 2007年 獨立行政法人日本學術振興會理事
- 財團法人國際高等研究所 （页面存档备份，存于）研究員。

## 榮譽
- 1979年：第25回仁科芳雄獎
- 1985年：日本学士院獎
- 1985年：櫻井獎
- 1994年：朝日獎[5]
- 1994年：第48回中日文化獎[6]
- 2001年：文化功勞者
- 2007年：歐洲物理学会高能・粒子物理學獎
- 2008年：諾貝爾物理學獎
- 2008年：文化勳章[7]

## 遠親
- 海部俊樹 - 原日本首相
- 海部宣男 - 物理學家

## 外部連結
- （日語）kek特集：ノーベル賞 - KEK（高エネルギー加速器研究機構）
- （日語）会員個人情報|日本学士院 （页面存档备份，存于）
- （日語）学校と私：物事の原理を考える面白さ＝ノーベル物理学賞受賞者・小林誠さん - 毎日jp